# Richard Mason (1977)
Richard Mason (Johannesburg, 1977) è uno scrittore inglese di origini sudafricane.
Nato a Johannesburg, in Sudafrica, all'età di dieci anni si è trasferito coi genitori in Inghilterra, dove ha studiato ad Eton e ad Oxford. Ha ottenuto uno straordinario successo col suo primo romanzo, Anime alla deriva, pubblicato all'età di ventidue anni, e tradotto in 22 lingue. Nel 2000 ha vinto il Premio Grinzane Cavour riservato al miglior «giovane autore esordiente».
Ha istituito la Kay Mason Foundation, che porta il nome della sorella morta suicida, a cui è destinato parte del ricavato della vendita dei suoi romanzi. La fondazione ha l'obiettivo di garantire, tramite borse di studio, l'accessibilità all'istruzione a giovani sudafricani, ed è patrocinata da Desmond Tutu, Premio Nobel per la pace nel 1984.

## Opere
- Anime alla deriva (The Drowning People, 1999), traduzione di S. Bertola, Collana Supercoralli, Torino, Einaudi, 2000.
- Noi (Us, 2004), traduzione di S. Basso, Collana Supercoralli, Torino, Einaudi, 2004.
- Le stanze illuminate (The Lighted Rooms, 2008), traduzione di G. Scocchera, Collana I coralli, Torino, Einaudi, 2008.
- Natural Elements, 2009.
- Alla ricerca del piacere (History of a Pleasure Seeker, 2011), traduzione di G. Scocchera, Collana Supercoralli, Torino, Einaudi, 2011.
- Il respiro della notte (Who Killed Piet Barol?, 2017), traduzione di M. Capuani, Torino, Codice, 2017.